# Tawa (dinosaurie)
Tawa (Namnet "Tawa" kommer från solguden i puebloindianernas religion) var ett släkte med tidiga dinosaurier som hittats i sydvästra Nordamerika (New Mexico), där den tros ha levt för cirka 215–213 miljoner år sedan. Släktet beskrevs 2009 och fick en betydande roll för forskarna i deras jobb att försöka lära sig om tidiga theropoder, och har gjort att vissa frågor om deras förmodade tidiga utveckling omvärderats. Fossilen efter Tawa, som hittills omfattar minst 5 skelett, är några av de hittills bäst bevarade från någon theropod hittad i lager från trias.

## Upptäckt
De första fossilen efter Tawa hittades i Ghost Ranch, norra New Mexico år 2004, när en grupp med paleontologer sponsrade av Ruth Hall Museum letade efter fossil i området. Då de var på platsen upptäckte de en ny benbädd i Chinleformationen, som fick namnet Petrified Forest member. I lagret hittade man två nästan kompletta skelett. En delaktig instruktör i gruppen, Alex Downs, kontaktade Nesbitt och frågade honom om han ville titta på fyndet, vilket han gjorde. Efter det var Nesbitt delaktig i en mer omfattande utgrävning 2006. Förutom de två första skeletten har man hittat några till, som är förvånansvärt välbevarade jämfört med andra skelett från trias. Utgrävningen filmades till 3D-filmen Dinosaurier!. Fynden publicerades i tidskriften Science 10 december 2009.

## Beskrivning

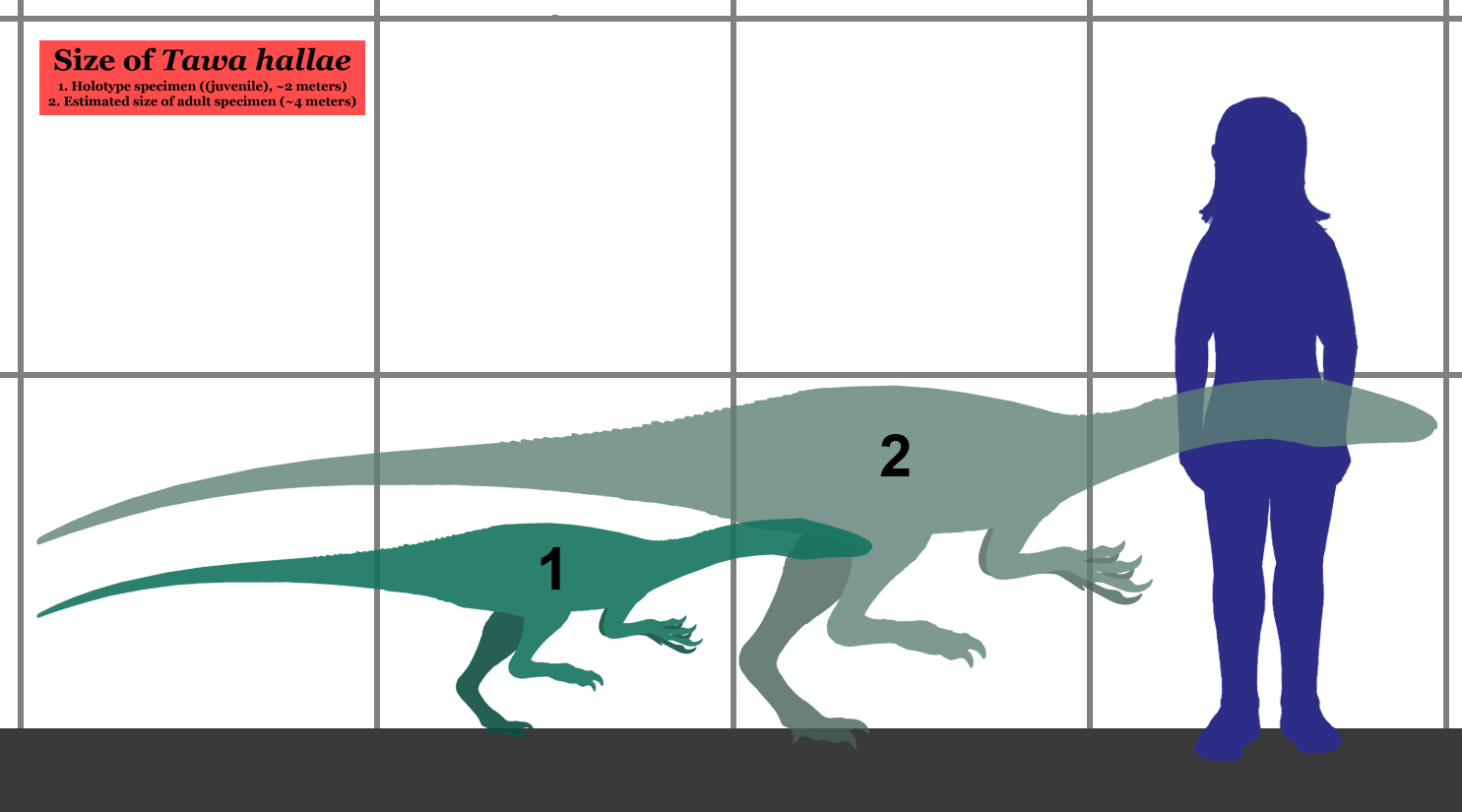
Storleken hos Tawa, i jämförelse med en människa.

Tawa var till det yttre mycket lik andra tidiga theropoder såsom Coelophysis, och har beskrivits likna en "mosaik" av ett flertal olika arter. Den hade ett skelett med flera hålrum (bland annat i ryggraden), vilket tyder på att den kan ha haft ett avancerat andningssystem med flera luftsäckar, liknande dem som återfinns på fåglar. Nospartiet var spetsigt och munnen fylld med långa, vassa tänder. Halsen var relativt lång. Kroppen var slank och balanserades av en lång, kraftig svans. Bakbenen var långa och troligtvis muskulösa, och det är möjligt att Tawa varit en smidig löpare. Frambenen var också relativt långa och händerna hade 4 fingrar, där finger III var längst. Fingrarna I, II och III hade krökta klor, medan finger IIII var kraftigt reducerat i storlek och kanske inbäddat i handen. Den välbevarade holotypen tros ha mätt cirka två meter från nos till svans och varit 0,7 meter hög. Fullvuxna djur tros ha mätt omkring fyra meter.

### Taxonomi och fylogenes
Trots att Tawa betraktas som en mycket tidig dinosaurie står det helt klart att den ingår i underordningen Theropoda. Tawa har en morfologi som har större likheter med den hos tidiga theropoder från Sydamerika än med dem som levde vid sidan om Tawa (såsom Coelophysis). Forskarna tror detta visar att Theropoda uppstod och förgrenades i stort i Sydamerika, och att dinosaurier utvandrade från Sydamerika till Nordamerika i omgångar, minst tre gånger. Tawa är mer basal än Coelophysis, och tros tillhöra en systertaxon till neotheropoderna.